# Kibboutz

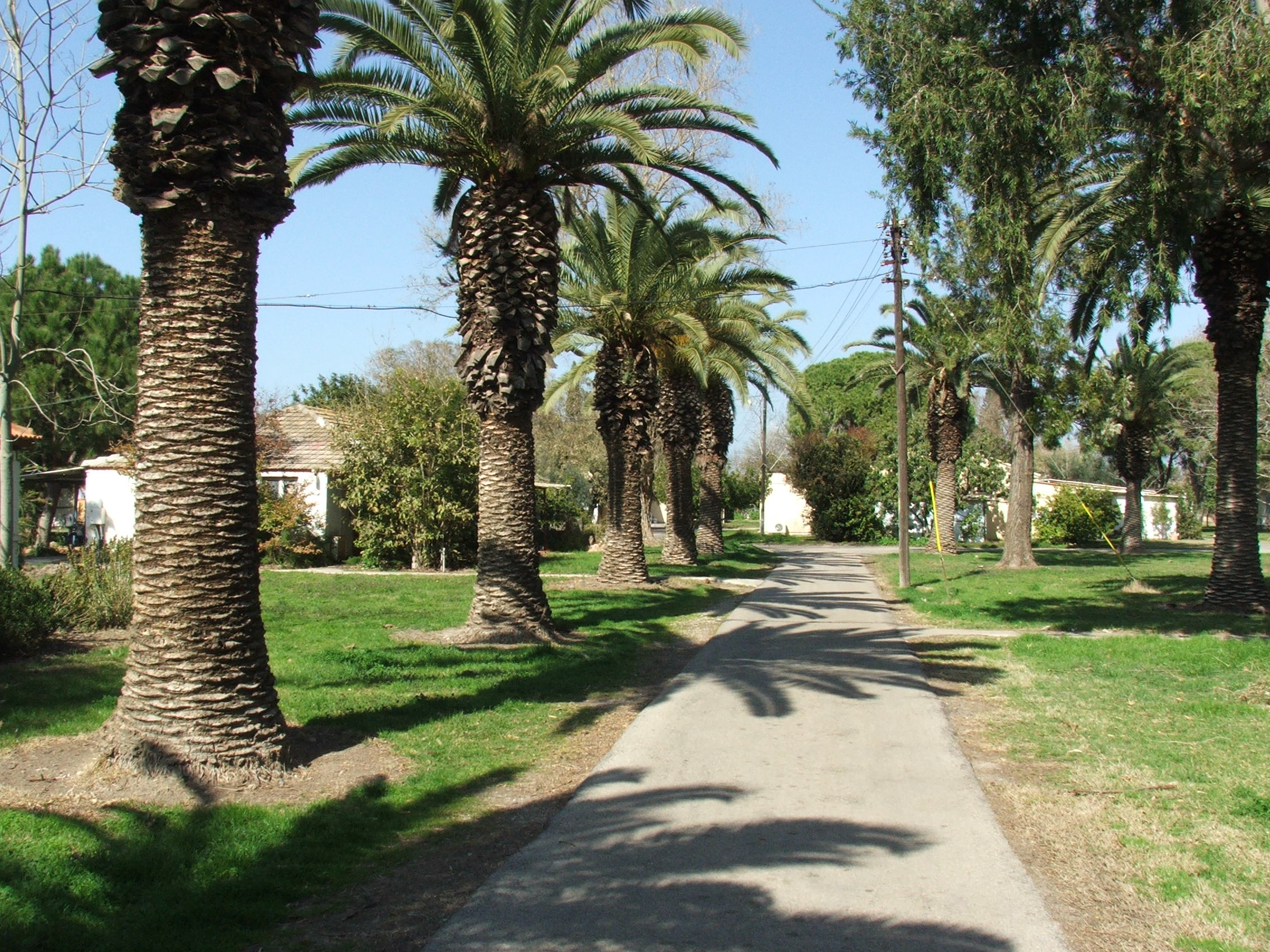
Kibboutz Kfar Masaryk.

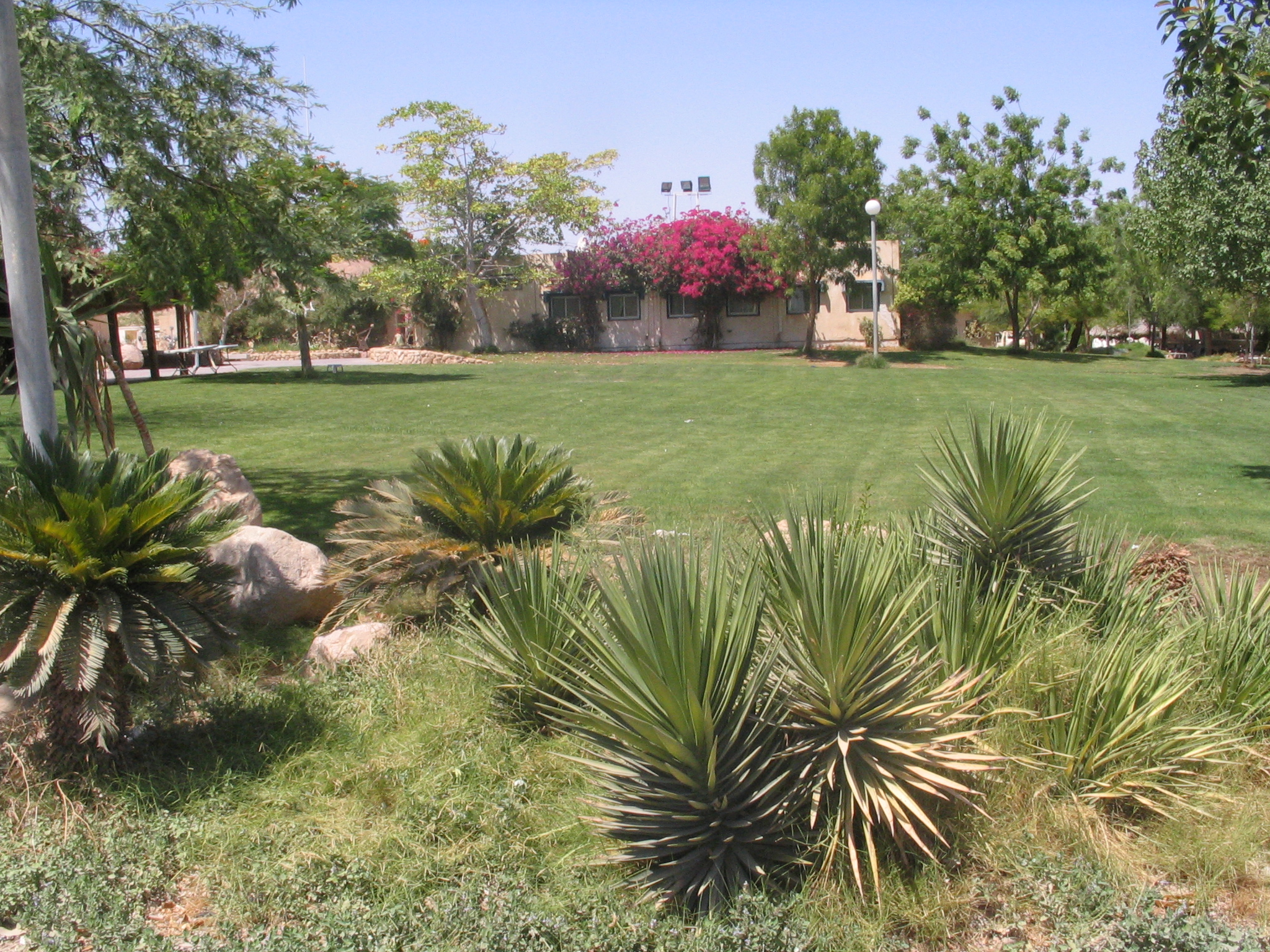
Kibboutz Lotan.

Un kibboutz (de l'hébreu : קיבוץ, au pluriel, קיבוצים : kibboutzim, signifiant « assemblée » ou « ensemble ») est un type de village collectiviste créé pour la première fois en 1909 en Palestine alors ottomane. Le premier, Degania Alef (en français : « le bleuet »), fut créé par douze Juifs d'origines russe et polonaise. Les kibboutzim étaient environ une douzaine en 1920 et à peu près quatre-vingt en 1940. Ils ont essaimé à compter de la création de l'État d'Israël, le 14 mai 1948 : ils étaient environ 230 en 1960. Il s'agit à l'origine de communautés rurales, mais des activités industrielles ont commencé à y être développées, dans les années 1960 et suivantes.
Historiquement, leurs membres étaient perçus comme une élite du futur État juif avant 1948 comme d'ailleurs après la création de l’État d'Israël, particulièrement militante et engagée. Ainsi, des années 1960 jusqu'aux années 1980, les militaires issus des kibboutz représentaient près de 25 % du corps des officiers de l'armée israélienne, pour moins d'1 % de la population totale juive.
Ces villages collectivistes ont été l'objet d'attaques véhémentes de la droite israélienne, notamment après la victoire aux élections législatives de juin 1977 de la coalition des partis de droite où Menahem Begin, ancien leader de l'Irgun puis député du Likoud à la Knesset, devenu chef du gouvernement, a traité les habitants des kibboutz de « milliardaires avec piscine ».
Les kibboutz ont pris un virage libéral dans les années 1990 et ont renoncé au rôle révolutionnaire qui devait être le leur à l'origine, qui devait être le fer de lance d'un homme juif nouveau, débarrassé des déterminismes anciens. Les logements y sont privatisés depuis les années 1990. Les « homes » où les enfants étaient logés en dehors de leurs familles ont été fermés au cours de la même période. Beaucoup de kibboutz ont également été convertis en moshavim, coopératives reconnaissant la propriété des terres dont l'attributaire est le fonds national juif (KKL), afin de survivre, au sein du  tournant social-libéral israélien.
Le poids idéologique et démographique des kibboutz est en baisse constante depuis plus de cinquante ans et leurs habitants ne pèsent plus que 1,8 % de la population israélienne en 2005 et un peu plus de 123 000 personnes en 2010 ; en 2020, ils sont moins de 88 000 personnes (environ 1 % de la population juive) réparties sur à peu près 250 implantations, dont environ 25 sont encore totalement collectivistes, comme celles créées au XXe siècle.
Leur population ne progresse plus, depuis des années, dans une société israélienne en développement démographique rapide, qui compte en mai 2023 environ 10 millions habitants (populations juive, arabe et druze confondues). Malgré cette baisse constante de leur poids démographique, en 2010, les kibboutz occupaient environ 10 % de la surface du pays ; ils représentaient 9,2 % de la production industrielle israélienne et entre 34 % et 40 % de sa production agricole.

## Définitions
Le kibboutz est, par définition :
- « une communauté délibérément formée par ses membres, à vocation essentiellement agricole, où il n'existe pas de propriété privée et qui est censée pourvoir à tous les besoins de ses membres et de leurs familles »[3]. Le caractère principalement agricole est aujourd'hui largement dépassé ;
- « une unité de peuplement dont les membres sont organisés en collectivité sur la base de la propriété commune des biens, préconisant le travail individuel, l'égalité entre tous et la coopération de tous les membres dans tous les domaines de la production, de la consommation et de l'éducation »[4] ;
- Une organisation sioniste destinée à l'implantation de populations juives en terre d'Israël.

Sa principale force vient de l'engagement individuel de tous les membres. L'esprit d'entreprise collective compte pour beaucoup et contribue à la création et à la maturation de communautés qui réussissent économiquement sur le marché libre. Enfin, le niveau de vie élevé aujourd'hui, atteint grâce aux succès économiques, favorise aussi le maintien des communautés.

## Organisation, principes et fonctionnement
En pratique, la plupart des kibboutz sont conçus sur le même modèle : au centre se déploient les édifices communs tels que réfectoire, auditorium, bureaux et bibliothèque, entourés par des jardins et les maisons de leurs membres ; les bâtiments et les équipements sportifs sont légèrement décentrés ; les champs, vergers et bâtiments industriels enfin se trouvent à la périphérie.
Il n'y a généralement pas  de structure permanente élue : les décisions sont prises par l'assemblée générale, qui doit se réunir au moins une fois par an. Avec le temps, des organes élus sont apparus, tels des bureaux exécutifs, mais l'idéal impose qu'ils aient peu de pouvoir.
La laïcité et l'égalité des sexes sont revendiquées depuis les débuts (sauf dans les rares kibboutz religieux : une dizaine environ), ce qui explique les relations historiquement très tendues avec les juifs religieux. Les membres des kibboutz ont même été accusés de ne plus être Juifs, même si cette accusation, qui avait été portée par le rabbin Eliezer Menahem Schach, un des principaux rabbins haredi (ultra-orthodoxes) israéliens de la fin du XXe siècle, reste relativement isolée. Même quand ces accusations ne sont pas reprises par les autres haredim, les relations avec les autorités religieuses juives sont très mauvaises. De nombreuses accusations ont ainsi fleuri dans les milieux ultra-orthodoxes. Lors de l'affaire des « enfants de Téhéran » (des orphelins qui furent placés dans des kibboutz, après leur venue en Israël), les haredim créèrent « une organisation secrète », les activistes, pour tenter par tous les moyens de contrer l'action et l'influence des partis laïcs dans les lieux où les immigrants étaient temporairement hébergés. C'est une cicatrice historique qui marquera deux générations successives de haredim qui se racontèrent des histoires de livres sacrés trouvés en lambeaux dans des clapiers à lapins, de douches communes où jeunes filles et garçons des kibboutz se laveraient ensemble et où des immigrants auraient été forcés de manger du porc. En 1990, le rabbin israélien Eliezer Menahem Schach interdira à ses ouailles (membres des partis ultra-orthodoxes Degel HaTorah et Shass) de se joindre à une coalition gouvernementale où la gauche serait majoritaire. Il justifiera sa position par le vieil argument selon lequel le kibboutz est l'ennemi de la foi.
Jusqu'au tournant des années 1990, afin de permettre aux femmes de travailler et de les libérer de la maternité, les enfants sont éduqués ensemble, par la collectivité et non par leurs parents : ils ne dorment pas avec leurs parents,et les contacts avec les parents sont d'une durée limitée chaque jour (entre une et trois heures, selon le règlement intérieur de chaque kibboutz). Au kibboutz, est dispensé un programme scolaire local pour l'enseignement élémentaire et primaire ; pour le secondaire, chaque kibboutz n'est pas tenu de disposer d'un lieu d'enseignement et un équivalent de collège et de lycée mutualisés reçoit alors les élèves de plusieurs kibboutzim. Ils logent dans une maison qui leur est consacrée, la « maison des enfants ». Ils voient leurs parents en fin d'après-midi, après leurs cours du matin et les activités prévues dans l'après-midi. Jeunes adolescents, ils reçoivent des cours de secourisme afin d'être actifs lors d'éventuels attentats et se préparaient au Gadna (préparation militaire pour lycéens, lorsque cette structure existait).
Issus des premiers mouvements sionistes laïcs de la fin du XIXe siècle et du début du XXe siècle, les membres permanents des kibboutz sont tous juifs. Il y a eu des tentatives avortées d'organisation de ferme collectiviste musulmane mais les kibboutz sont restés des organisations sionistes, dont la base politique est essentiellement de tendance socialiste et dont les participants sont exclusivement juifs. Toutefois, ont été fondés après la création de l’État d'Israël, le 14 mai 1948, quelques kibboutz religieux mais ces établissements sont très peu nombreux par rapport à l'ensemble des kibboutz : une dizaine.
Indépendamment des kibboutz, des travailleurs extérieurs (qui n'ont pas de droit de vote aux assemblées), juifs ou non juifs, ne sont pas rares : volontaires étrangers (pour des périodes temporaires, plus ou moins longues), salariés arabes israéliens, salariés travailleurs immigrés venant de l'Est de l'Europe ou de pays du Sud-Est asiatique…
Entre membres permanents (en dehors des salariés extérieurs), il existe une rémunération très faible, variable selon la composition de la famille car le kibboutz fournit gratuitement différents services à ses membres et aux volontaires : la nourriture, les biens collectifs (éventuellement piscine, école élémentaire et collège, soins médicaux, pharmaceutiques et dentaires, salle de cinéma ou de théâtre ou auditorium, salle de sport, cours de formation pour les adultes, activités diverses pour les retraités, etc.), les biens affectés aux habitants (logement, télévision, radio, ordinateur), voiture (si cela a été prévu). Aucune différence n'est faite selon le statut, la qualification ou le poste de travail des membres permanents.
L'activité économique du kibboutz est collectiviste : les moyens de production et d'échanges sont la propriété de tous et il n'y a pas d'entrepreneurs privés dans un kibboutz.
À la différence des membres des kibboutz  « historiques », quand ils furent fondés jusqu'aux années 1970, chacun des membres est libre d'aller dans le monde extérieur, pour y consommer ce qu'il veut.

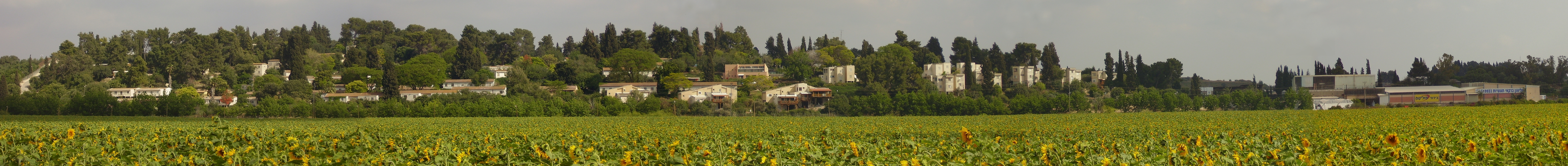
Panorama du kibboutz Barkai dans la région de Wadi Ara.

## Histoire

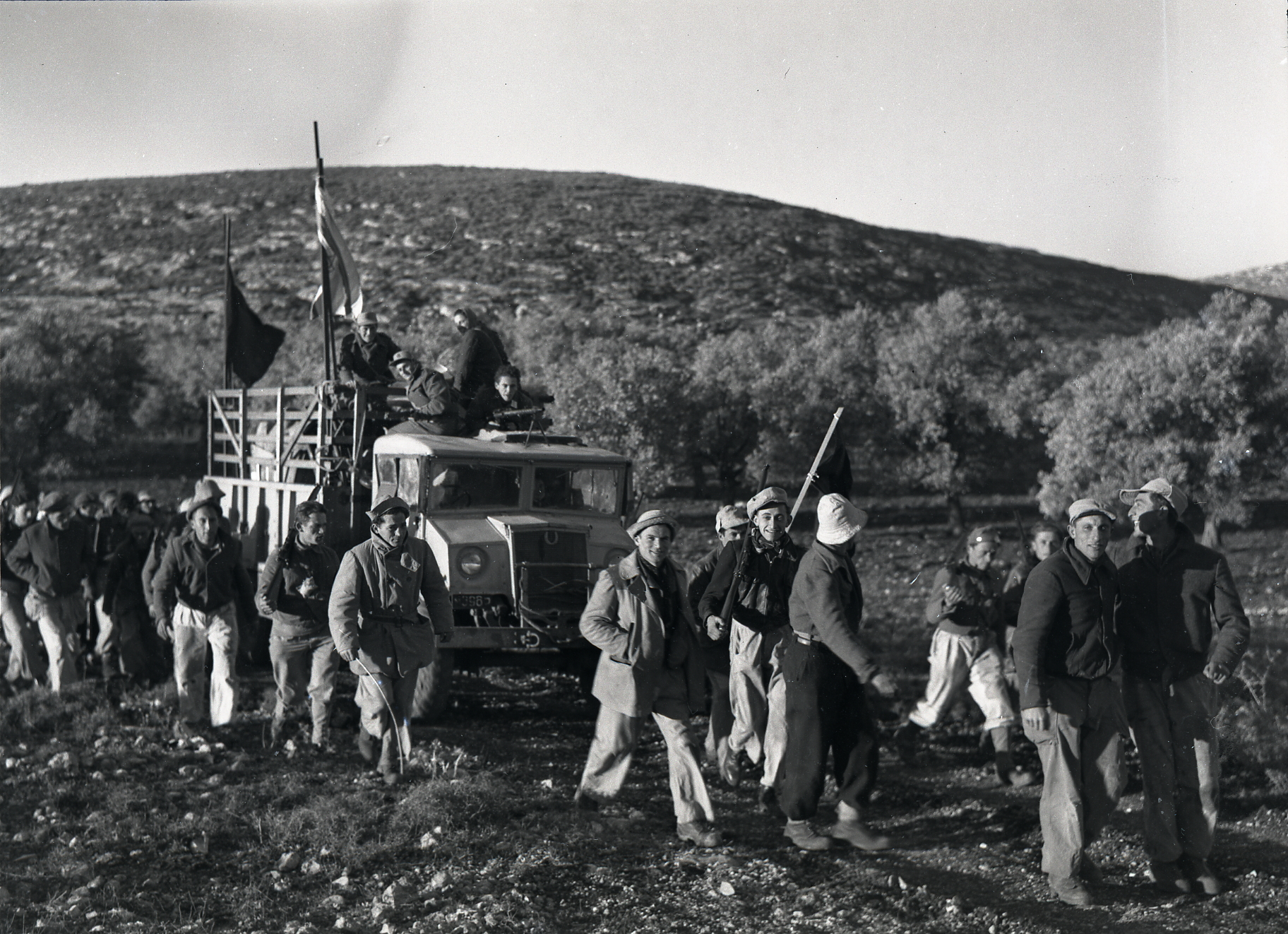
Kibboutz Yas'ur (Israël), 1949.

Le premier kibboutz - Degania - fut créé en 1909, par une dizaine de juifs venant de Russie et de Pologne (actuelles Russie, Lituanie, Biélorussie et Pologne).
Le modèle qui finalement s'impose est apparu après une dizaine d'expérimentations, qui toutes ont périclité. Il y a eu, entre 1910 et 1920, des essais non égalitaires et semi-capitalistes de villages collectivistes avec des contingents d'ouvriers, d'ingénieurs, de techniciens agricoles, etc., ne possédant pas les mêmes droits ou le même salaire. La « possession » par le biais d'un salaire et les privilèges accordés aux plus diplômés n'apportèrent que tensions et incohérences, incompatibles avec l'idéal socialiste des nouveaux émigrants, ce qui fait dire à certains que le kibboutz fut une nécessité et non la réalisation d'un idéal. Néanmoins, l'expérience dégagea suffisamment d'enseignements pour perfectionner les principes qui, en grandes lignes, subsistent aujourd'hui, dans les établissements réellement collectivistes, peu nombreux – une vingtaine – en 2023, soit environ 10 % du nombre total des anciens kibboutz estimé à environ 260 établissements .
Quant au premier moshav, conçu comme un village coopératif, il apparut à partir de 1921 ; cette forme d'organisation agricole a aussi, dès cette époque, fait l'objet de recherches et de tâtonnements. Les terres détenues par les habitants des kibboutz et des moshav représentaient environ 7 % des terres cultivables à la fin du mandat britannique sur la Palestine, en 1947. Les autres occupants des terres agricoles, à cette période, étaient des Arabes, musulmans ou chrétiens (pour environ 75 % des terres) ou de propriétaires individuels, juifs (pour environ 17 % des terres).

### Le collectivisme contre l'économie de marché
L'origine des kibboutz se trouve au sein du parti Ha'poel Hatzaïr, parti politique non marxiste, influencé par le socialisme populiste russe et l'œuvre de Tolstoï, dont le principal inspirateur est Aharon David Gordon. L'idéal est celui d'un socialisme rural, anti-industriel et anti-autoritaire, marqué par l'anarchisme, avec le refus des structures élues.
En 1909, un petit groupe d'environ dix jeunes immigrants juifs originaires d'Europe de l'Est, mus par les idées sionistes et socialistes, fondaient sur les rives du lac de Tibériade la première kvoutza (groupe en hébreu), groupement auquel fut ultérieurement donné le nom de « kibboutz », communauté basée sur l'adhésion à un même mode de vie rural et collectiviste. Ils appelèrent cette structure « kibboutz Degania » (en français, bleuet), qui est depuis considéré comme la « mère des kibboutz ». Kinneret en est le second, créé en 1912.
Le principe du kibboutz est l'autoconsommation paysanne : « les pionniers vivront des produits de leurs champs » pour supprimer autant que possible le marché.
Il s'oppose à l'agriculture juive majoritaire dans les années 1900, tournée vers le marché et recourant à la main-d'œuvre arabe peu coûteuse ; les planteurs capitalistes juifs en Palestine, partisans d'une colonisation à l'algérienne, privilégiaient une agriculture d'exportation, qui engendrait des profits élevés, compte tenu du prix bas de la main d'œuvre arabe locale. Or, aux yeux des juifs russes ou polonais, de tendance socialiste qui arrivent en Palestine à la fin du XIXe siècle et au début du XXe siècle, au titre de l'immigration dite de la deuxième Alyah, ce type d'exploitation agricole pose plusieurs problèmes : d'une part, si l'encadrement est juif, environ 70 % des agriculteurs employés par des colonies privées juives de Palestine ne sont pas juifs (en 1907), selon l'estimation de Chaïm Weizmann, de sorte que les colonies ne peuvent être considérées comme juives ; d'autre part, les travailleurs juifs européens ne se contentent pas du niveau de vie des Arabes de Palestine, qu'ils soient musulmans ou chrétiens. Demandant des salaires plus élevés, ils ne trouvent pas d'emploi dans les fermes détenues par les planteurs capitalistes juifs.
La concurrence de la main-d'œuvre arabe en Palestine devenue ottomane depuis 1517 est un élément économique décisif dans la création de la nouvelle formule qu'est le kibboutz « fondé sur le travail collectif ou coopératif, sur le rejet du marché, et impliquant un exclusivisme absolu dans la définition ethnique de la main-d'œuvre » ; la question du prix de vente des produits (très peu compétitif en comparaison des prix du marché) n'est plus un problème, puisque les produits sont destinés à l'autoconsommation.
Leur kvoutza se voulait démocratique et égalitaire, fondée sur la propriété collective des moyens de production et de consommation où le cadre de vie était le suivant : au cours de réunions collectives, tous les membres prenaient les décisions de concert et à la majorité et se partageaient équitablement droits et devoirs.

### L'exclusion des non-juifs

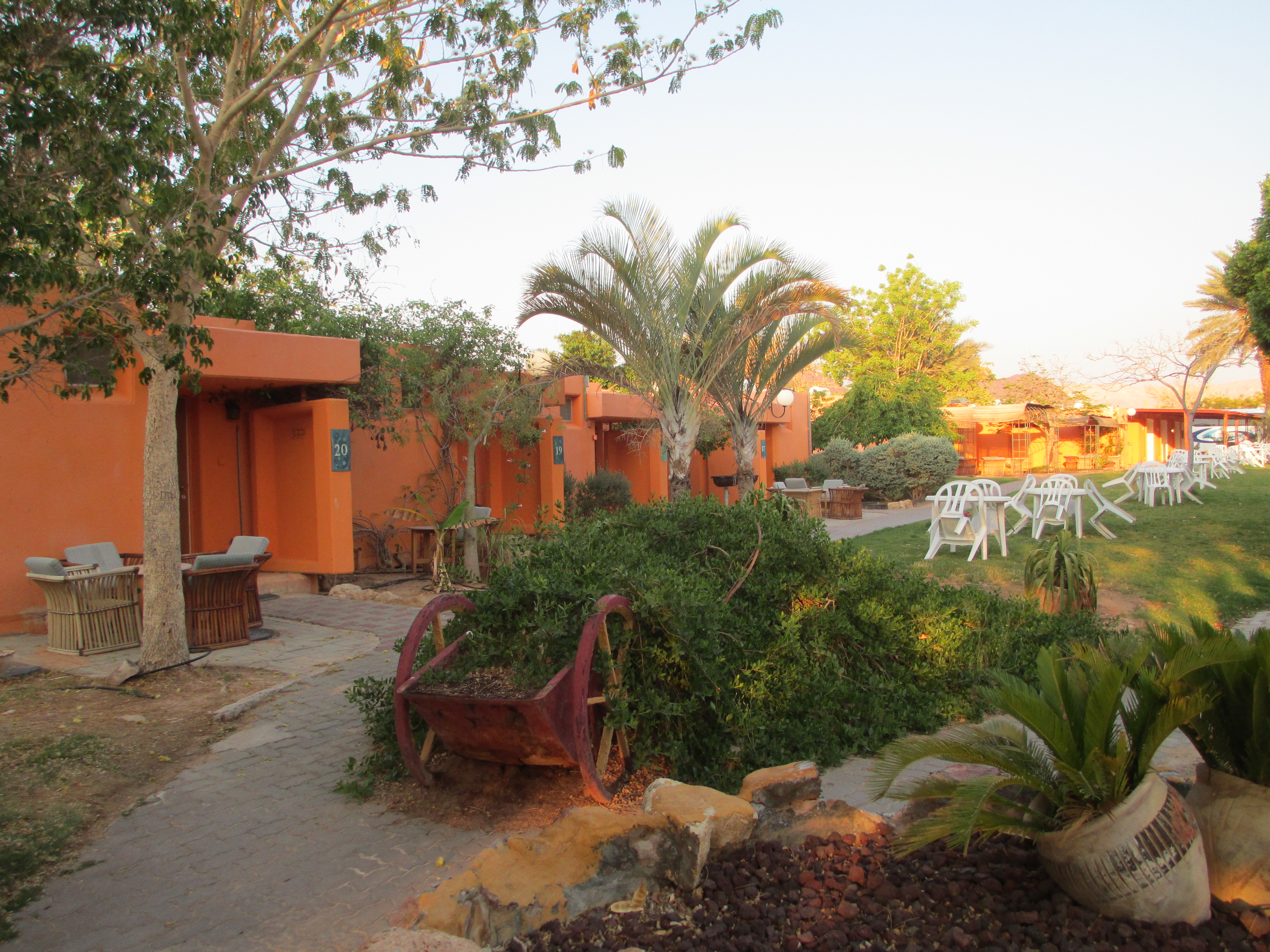
En 2012, Elifaz devient le premier kibboutz à intégrer des résidents druzes.

Les fondateurs des premiers kibboutz ont décidé d'exclure la main-d'œuvre arabe palestinienne peu coûteuse, qui avait empêché les travailleurs juifs européens d'obtenir des augmentations de salaires, dans les plantations ou fermes détenues par des Juifs. « Cette situation de rivalité économique entre les deux mains-d’œuvre s'accompagne d'un discours dépréciatif, voire franchement raciste, de la part des ouvriers juifs européens envers leurs concurrents arabes. Le paradoxe historique vient de ce que ce sont les tenants de la lutte des classes qui introduisent le conflit national en Palestine », écrit notamment Henry Laurens.
L'institution du kibboutz, inspirée du collectivisme socialiste, a sans doute réglé le problème de l'inégalité sociale entre les membres du village collectiviste mais elle a créé d'autres formes d'injustices qui sont « aux sources du conflit israélo-arabe et du problème palestinien ».
Selon l'historien Gershon Shafir, le développement d'un nationalisme juif sur la terre du futur État d'Israël, dont le kibboutz est une traduction parfaite, s'explique au départ par la lutte des travailleurs juifs, d'origine européenne contre d'autres travailleurs, non européens et non juifs, en raison de l'inégalité des salaires et des travaux effectués par certains.

### L'exclusion des juifs orientaux
Seuls, les juifs ashkénazes (européens) avaient vocation à travailler dans les kibboutz à l'origine de ces établissements. Les juifs orientaux ou Mizrahim que le mouvement sioniste avait fait venir en Palestine par milliers, en particulier du Yémen, dès les années 1910, devaient continuer à travailler dans les propriétés privées déjà détenues par des propriétaires juifs qu'étaient les moshavot, dans des conditions bien plus défavorables.
Joseph Bussel (Yossef Bossal), idéologue et président du premier kibboutz, Degania, a théorisé cette division du travail qui excluait les juifs orientaux des kibboutz, en ces termes :

« Les ashkénazes ne peuvent pas concurrencer les Arabes [non juifs] et travailler dur pour le profit du fermier. L'ouvrier ashkénaze qui vient de loin ne demeurera pas toute sa vie un ouvrier et ne travaillera pas éternellement pour un fermier. La raison en est qu'il aspire à la liberté et refuse d'être réduit en esclavage. Le rôle évoqué ci-dessus [travailler dur pour le profit du fermier] sera dévolu aux Juifs Mizrahim qui après un an d'apprentissage, resteront dans les moshavot et accompliront toutes les tâches inférieures. Nous avons à détourner notre énergie des moshavot et nous n'y perdrons pas notre force en vain »

Le refus d'accueillir les travailleurs juifs orientaux s'est perpétué dans une large mesure après la création de l’État d'Israël, le 14 mai 1948. Ainsi dans les années 1950, les immigrants juifs des pays européens trouvaient un emploi plus facilement que les immigrants juifs des pays arabes et musulmans, qui ne sont pas admis, sauf cas particulier en raison de leurs connaissances particulières, dans les kibboutz.

### De l'agriculture à l'industrie et aux services
À partir des années 1920 et 1930, les sionistes du parti politique Achdut Ha'avoda lancent à leur tour des kibboutz. C'est en partie sous leur influence que se développeront les premières activités industrielles, qui seront dès l'origine très critiquées par les partisans de communautés rurales.
Les partis politiques Ha'poel Hatzaïr et Achdut Ha'avoda fusionnent en 1930 au sein du Mapaï, unifiant ainsi partiellement les mouvements politiques soutenant les kibboutz et contribuant à faire accepter le développement industriel par les adeptes.
À partir des années 1960 et 1970, les kibboutz ajouteront à l'industrie et à l'agriculture le tourisme et les services, développant ainsi leur marche vers la future privatisation et la hiérarchisation économique.

### De la création jusqu'en 1948
« Si seulement 7 % des terres étaient en possession de Juifs en 1947, 80 % des terres passent sous le contrôle de l’État hébreu après la guerre ».
Avant la création d'Israël, les kibboutz se créaient essentiellement sur des terres achetées ou sans propriétaire défini légalement. Après la guerre israélo-arabe de 1948, toutes les terres laissées vacantes après les départs contraints ou volontaires des Palestiniens sont devenues la propriété collective de l'État, à travers le Keren Kayemeth LeIsrael ou KKL. Celui-ci les donne à exploiter aux communautés rurales que sont les kibboutz  et les moshavs.
Il y avait environ 90 kibboutz au moment de la création officielle de l’État juif, le 14 mai 1948 ; en 2024, c'est environ 270 localités ayant l'ancien statut juridique de kibboutz . Mais, sur ce total, très peu ont gardé la structure collectiviste d'origine : 32 seulement des anciens kibboutzim sont encore fidèles aux principes collectivistes et communautaires originels. Même le premier kibboutz créé en 1909 par des juifs venus de l'ancien Empire russe, Degania, a été transformé à compter de 1993 et est devenu un établissement de type coopératif.

### Le refus d'accueillir les immigrants juifs des pays arabes dans les années 1950
Alors que les nouveaux immigrants venant notamment de pays arabes, arrivant en Israël après sa création le 14 mai 1948, s'entassent provisoirement par dizaines de milliers dans des conditions humaines et sanitaires déplorables au sein des camps de transit (en hébreu ma'abarot), à la recherche d'un emploi, les kibboutz manquent de main-d'œuvre mais ils n'ouvrent pas leurs portes aux nouveaux arrivants. « Le kibboutz a échoué dans la mission nationale d'intégration de l'immigration massive de la première décennie du jeune État d'Israël » : parmi les raisons, « l'ethnocentrisme ashkénaze et des attitudes méprisantes vis-à-vis des nouveaux arrivés », ainsi que « le fossé grandissant entre l'idéologie révolutionnaire déclarée et une pratique bien plus conservatrice ».
« Suite à l'échec relatif de l'intégration des immigrants des années 1950, échec auquel le kibboutz a largement contribué, se sont cristallisés, dans la société juive israélienne des années 1960-70, deux secteurs de population qui, au lieu de se « fondre » en une même culture », ont été séparés par une fracture sociale : « d'une part l'Israël des anciens de la période pré-étatique, élite socio-économique ashkénaze, et d'autre part les nouveaux, pour la plupart des juifs orientaux, prolétariats des régions périphériques ».

### Crise des années 1980
La période pionnière des années 1940/1950 est loin et les kibboutz ne sont plus à cette époque la référence incontournable de la construction du socialisme, de type social-démocrate, à l'israélienne.
Elle fait aussi suite à la victoire de la droite israélienne aux élections législatives de juin 1977 qui  va signifier également que les kibboutz ne vont plus être soutenus moralement ou économiquement par le gouvernement présidé par Menahem Begin, opposé depuis des dizaines d'années aux travaillistes et au mouvement sioniste laïc ; au cours d'un entretien avec des journalistes israéliens, il n' hésite pas à déclarer que « les kibboutzniks lui paraissent être comme des nouveaux milliardaires, avec piscine ».

#### Crise économique
À compter des années 1980, les kibboutz ont connu des difficultés économiques, liées à un fort endettement, et renforcées par la quasi-disparition des subventions de l'État, conséquence des actions des nouveaux gouvernements qui ne sont pas du tout favorables aux différents mouvements liés aux kibboutz. Celui-ci a finalement annulé la moitié de leurs dettes, l'autre moitié étant rééchelonnée par les banques.
Les kibboutz ont dû réorganiser en profondeur leurs activités économiques. Les secteurs les plus porteurs : industrie, tourisme et services ont été développés. L'agriculture des origines a été reléguée au second rang, 15 % des membres seulement y sont encore affectés). Il y eut d'ailleurs quelques faillites. Cependant, au début des années 1990, les kibboutz avaient surmonté cette crise, qui reste sans doute la plus rude de leur histoire.

#### Crise des valeurs
Au-delà de la gestion collective et égalitaire du travail, les kibboutz avaient également à l'origine développé un mode de vie collectiviste : prise des repas en commun, absence totale de propriété privée (même les vêtements étaient au moins théoriquement collectivisés), éducation en commun des enfants, qui ne vivaient pas avec leurs parents.
À partir de 1975, les valeurs individuelles et familiales se sont développées dans les kibboutz. La propriété collective, le travail collectif, l'égalitarisme social et la démocratie directe ne sont pas vraiment remis en cause. Mais des évolutions sont apparues, en particulier l'acceptation de la vie privée et de la vie de famille. Ainsi, aujourd'hui, il n'y a guère que le repas (payant) du midi qui soit pris en commun au réfectoire et les enfants sont maintenant avec leurs parents alors qu'auparavant, ils avaient le droit de vivre entre une et trois heures seulement avec eux, selon le règlement du kibboutz ; ils dormaient dans des « homes » et étaient confiés à des éducateurs et aux enseignants, pour la journée.
Toujours dans le développement de la vie privée, une allocation de « budget personnel » est apparue. Il ne s'agit pas certes d'un salaire et l'allocation est normalement égale pour tous. Mais elle permet de participer à la société de consommation en dehors de la collectivité et de s'acheter divers biens non fournis par le kibboutz, ces biens devenant dès lors une propriété privée.
Certains kibboutz (peu nombreux) sont même allés plus loin en introduisant une échelle de salaires différenciés entre les membres, selon leurs responsabilités et leurs fonctions ; un tel fait est une rupture complète par rapport à la tradition égalitariste.
L'autre facteur de remise en cause fut l'industrialisation des kibboutzim qui a entraîné le recours à de la main-d'œuvre extérieure, régulièrement salariée, ce qui est en contradiction avec les traditions des kibboutz. Elle représentait ainsi en 2014 jusqu'à 60 % des travailleurs employés par l'ensemble des kibboutzim. Ces travailleurs peuvent être des Israéliens juifs, mais aussi des Arabes israéliens ou des Palestiniens des territoires occupés depuis juin 1967 ou encore des travailleurs immigrés de diverses pays, tels la Chine, les Philippines ou les pays d'Europe orientale. Cette main-d'œuvre, surtout concentrée dans les tâches d'exécution, perçoit le kibboutz où elle travaille comme un « patron » collectif, avec lequel des conflits peuvent surgir. N'étant pas membre du kibboutz, elle ne participe pas à la définition des politiques du kibboutz, ce qui viole les principes égalitaires du projet.
Enfin, certains membres des kibboutz travaillent maintenant à l'extérieur. Le salaire est normalement intégralement versé au kibboutz, qui reverse l'allocation de budget personnel. Cette situation a toujours existé : le corps des officiers d'active, jusqu'aux années 1980, a compté beaucoup de « kibboutzniks » qui reversaient leurs soldes à la structure d'où ils venaient. Mais cette tendance se renforce et entraîne trois conséquences :
- certains liens communautaires se distendent ;
- des membres deviennent économiquement indépendants du kibboutz et peuvent donc le quitter à tout moment, ce qu'ils font parfois ;
- certains revenus échappent au kibboutz et introduisent parfois quelques différences sociales (modérées) entre les membres.

### Aujourd'hui

#### Embourgeoisement
De mouvement utopique révolutionnaire à ses origines dans les années 1910, le kibboutz est devenu dans les années 2000 le lieu de résidence d'une bourgeoisie de classe moyenne supérieure. « Le paysage du kibboutz s'est progressivement transformé, consacrant dorénavant la propriété privée, ressemblant de plus en plus à une petite banlieue cossue où chaque parcelle est bien délimitée par ses barrières et ses deux places de stationnement ».
En 2024, 32 kibboutz sur 270 sont encore collectivistes et communautaires, observant les données d'égalitarisme d’origine, soit environ 11 % des kibboutz (voir " Le Monde " , daté du 7 mars 2024, page 20) .

#### Démographie et géographie
En dépit de certains problèmes économiques, globalement bien surmontés, de la perte d'une partie de son prestige au sein de la société israélienne pour qui elle ne constitue plus un modèle à atteindre et de l'acceptation d'une sphère privée importante (vie familiale et consommation), l'institution du kibboutz fut le plus grand mouvement communautaire et collectiviste au monde.
En 2005, près de 120 500 personnes (1,8 % de la population israélienne) vivent dans les 268 kibboutz ou anciens kibboutz d'Israël disséminés depuis le nord, en Galilée, jusqu'à la mer Rouge au sud. Leurs effectifs varient de moins de 100 membres à plus de 1 000 pour certains, la majorité recensant une population d'environ cinq ou six cents membres. Malgré cette baisse du poids démographique, ils représentaient encore 10 % de la production industrielle israélienne, 40 % de sa production agricole et 6 % de son PIB en 2010.
En 2020, la population totale des kibboutz représentait environ 88 000 personnes sur une population totale de plus de 9 600 000 habitants (population juive et non juive de l'État d'Israël).
Une trentaine de ces kibboutz est installée dans les territoires occupés, depuis la victoire de l'armée israélienne après la guerre des Six Jours, du 5 au 11 juin 1967 : en Syrie, sur la zone du Golan et dans les territoires palestiniens, souvent sur des emplacements où l'armée israélienne, représenté par ses unités spécifiques du NAHAL (jeunesse pionnière combattante) avait été présente, dès juin 1967.

## Évolution de la population des kibboutzim
| Année | Nombre | Population, |
| ----- | ------ | ----------- |
| 1910  | 1      | 12          |
| 1920  | 12     | 805         |
| 1930  | 29     | 3 900       |
| 1940  | 82     | 26 550      |
| 1950  | 214    | 67 550      |
| 1960  | 229    | 77 950      |
| 1970  | 229    | 85 100      |
| 1980  | 255    | 111 200     |
| 1990  | 270    | 125 100     |
| 1998  | 269    | 116 500     |
| 2000  | 268    | 117 300     |

En 2020, la population des kibboutz s’élève, selon le Bureau central des statistiques de l’État d'Israël, au vu du recensement partiel effectué, à environ 88 000 personnes.
En 2023, elle représente moins de 1 % de la population juive établie dans le territoire historique de l'État d'Israël (celui de 1948-1949) et dans les territoires conquis après la guerre des Six Jours et sous compétence israélienne (Jérusalem-Est, Cisjordanie et Golan).

## Criminalité
Selon le journaliste Daniel Gavron : « le taux de criminalité [dans le kibboutz] est inférieur, de loin, à la moyenne nationale ». En 1940, un aviateur britannique stationné en Palestine écrivait que dans les kibboutzim, « le problème de la violence n'a simplement pas surgi ». En 1986, une étude sur le kibboutz Vatik a noté que le kibboutz n'avait jamais connu de crime grave. James Horrox note que ces « remarques sur l'inexistence de la criminalité ont toutes été faites à une époque où de nombreuses communautés étaient de taille équivalente à de petites villes, ou du moins de grands villages, dont beaucoup abritaient bien plus de mille personnes chacune »[réf. nécessaire]. Cette même étude suggère que la santé mentale des habitants est, en moyenne, bien meilleure que celle des autres citoyens.

## Fédérations
Chaque kibboutz est autogéré. Il dispose donc de l'autonomie politique propre à une municipalité. Il bénéficie aussi de l'autonomie économique propre à une entreprise opérant sur le marché libre et devant s'y adapter rapidement.
Mais les kibboutz ont tôt ressenti le besoin de se regrouper en fédérations :
- pour défendre leurs intérêts face aux Britanniques avant 1948 puis, après mai 1948, devant les institutions de l'Etat d'Israël ;
- pour mettre en œuvre des services bénéficiant à tous (services juridiques, financement…).

Ces regroupements se sont faits sur une base idéologique :
- le Mouvement kibboutz unifié, (acronyme hébreu TAKAM) est la principale fédération. Elle est proche du parti travailliste israélien (ou Mapaï). Environ 62 % des kibboutzim y sont affiliés. L'autre fédération importante était celle des Kibboutz Artzi, ancienne fédération proche du Mapam (gauche sioniste), avec 32 % des kibboutzim et qui a fusionné avec TAKAM en 2000, conservant une certaine spécificité ;
- le Kibboutz Dati (kibboutz religieux) est une fédération peu importante car elle ne représente une dizaine de kibboutz. Elle est issue du Hapoel Hamizrahi, courant sioniste religieux, à l'origine influencé par certaines idées de gauche ;
- enfin, deux kibboutz ultra-orthodoxes ont été créés par le parti Poale Agoudat Israel, branche (ou dissidence, selon les époques) « ouvrière » du parti Agoudat Israël.

## Anarchisme et kibboutz
Selon l'historien Sylvain Boulouque, « les expériences de travail collectif ou de modes de vie alternatifs ont toujours représenté pour les anarchistes des lieux d’expérimentation de la société future. C’est ainsi que les kibboutz deviennent une terre d’imagination, un nouveau rêve. Nombreux sont les témoins tant dans la presse libertaire française qu’internationale à rendre compte de séjours ou d’installations dans ces collectivités agricoles et de leur caractère libertaire — réel, imaginé ou projeté ».
Le kibboutz s'est beaucoup inspiré dans ses principes originels des idées communistes libertaires : absence de propriété privée des moyens de production, accès aux biens égal pour tous, refus du salariat, éducation communautaire des enfants, rejet de la religion (sauf pour les kibboutzim religieux, très peu nombreux), refus des structures élues, démocratie directe.
Dans son étude qui couvre environ une partie de l'histoire du mouvement des kibboutz, de la deuxième à la quatrième vague d'immigration juive en Palestine, de 1904 à 1932, James Horrox précise que les kibboutz étaient fortement marqués par l'anarchisme et influencés par l'anarchisme communiste de Pierre Kropotkine, le socialisme non marxiste de Gustav Landauer et le fédéralisme binational de Martin Buber. À cette époque, les kibboutz ne réclament pas leur propre État juif. Ce n'est qu'avec la domination du courant de David Ben Gourion, notamment dans les années 1940 et  après la création de l'État d’Israël, en mai 1948, que cela se produit. Mais le mouvement est toujours revenu en partie à ses origines libertaires, par exemple dans les kibboutzim urbains des années 1990.
Cependant, le mouvement kibboutz ne se réclame pas de l'anarchisme et la fidélité aux principes venus de l'anarchisme n'est  pas parfaite : utilisation de salariés non-membres, apparitions de certaines structures élues.
De même que ce mouvement ne se déclare pas anarchiste, le mouvement anarchiste contemporain est volontiers critique sur certains aspects des kibboutz. Exemple de ces critiques anarchistes, l'essayiste et « anarchiste socialiste » (selon la définition qu'il donne de lui-même) américain Noam Chomsky a ainsi exprimé sa vision dans deux interviews, une à la radio, la seconde dans un livre d'entretiens. Chomsky s'est installé en 1953, pour une durée de six semaines, dans un kibboutz, près de Haïfa.
Les critiques faites par les anarchistes sont pour les plus importantes :
- le kibboutz demande à ses membres d'être juif. Or, l'anarchisme de son côté insiste généralement sur les principes d'universalisme et d'antinationalisme[note 1].
  - les kibboutz avaient une relation très forte avec l'État d'Israël : la réussite économique des kibboutz a été partiellement due aux subventions de l'État d'Israël et de l'Agence juive, jusqu'en juin 1977, date de l'arrivée au pouvoir de la droite israélienne, très anti-kibboutz (on se rappelle la définition de Menahem Begin, ancien leader de l'organisation sioniste de droite Irgoun - avant  la création de l'Etat juif en mai 1948, puis député de droite à compter des élections israéliennes de janvier 1949, chef du gouvernement israélien après les élections législatives de juin 1977, premier ministre d'une coalition de partis de la droite israélienne, qui considérait les habitants « comme des milliardaires ou des privilégiés avec des piscines à leur disposition ») et les membres des kibboutz fournissaient de nombreux cadres pour les unités d’élite de l'armée (il fut un temps où près de 25 % des jeunes officiers étaient des jeunes issus des kibboutz), le Mossad ou le Service de sécurité intérieure, etc. Pourtant, les anarchistes rejettent quant à eux le principe même d'État et des institutions qui en dépendent (armée, police, justice, etc.)[29].
- Chomsky considérait qu'il existe dans le kibboutz un « autoritarisme du groupe » extrêmement fort, engendrant un machisme et un conformisme très puissant[réf. nécessaire] : par exemple, presque aucun habitant de kibboutz ne refuse de faire son service militaire.[réf. nécessaire]
- L'utilisation de salariés non-membres du kibboutz dans les entreprises dépendant des kibboutz réintroduit des inégalités sociales et de pouvoir[réf. nécessaire] : ils ne votent pas dans les prises de décisions collectives.

## L'art dans les kibboutzim
Les kibboutzim ont largement contribué à la culture et la création artistique du pays, figurées encore aujourd'hui par des groupes musicaux de rock, de chorales, d'un orchestre de musique classique, de l'art contemporain ou d'une compagnie de danse contemporaine de grand renom.

## Kibboutzim en dehors d'Israël

### Le kibboutz Buchenwald
Le kibboutz Buchenwald est une expérience de résilience, d'autogestion et de formation agricole, pour des anciens détenus juifs du camp de concentration de Buchenwald en avril 1945. Un groupe de seize jeunes hommes survivants du camp organisa et forma le kibboutz Buchenwald, premier collectif agricole de l'Allemagne d'après-guerre, dans les baraquements du camp, alors renommé camp de personnes déplacées de Buchenwald, pour préparer leur émigration en Palestine, encore administrée par la Grande Bretagne et refusant officiellement l'arrivée d'anciens déportés juifs. Ce lieu fonctionna de 1945 à 1948 et accueillit de nombreux membres. Après la création de l’État d'Israël, ils y fondent leur propre communauté en 1948, qui s'appela aussi dans un premier temps Kibboutz Buchenwald puis Netzer, puis finalement Netzer Sereni (en).

### Le kibboutz fondé en France
De 1933 à 1935, le village de Jugeals-Nazareth (Corrèze) accueille Makhar (« Demain »), le seul kibboutz qui a été présent en France. Un bâtiment agricole est loué par un émissaire du baron Robert de Rothschild pour ouvrir une ferme-école pour de jeunes juifs, français et étrangers, avant leur départ pour la Palestine, conquise par les Britanniques dès décembre 1917 avec l'arrivée notamment à Jérusalem des troupes commandées par le  général Allenby et qui fut ensuite placée selon la décision de la Société des Nations en 1920 comme territoire sous mandat du Royaume-Uni de Grande Bretagne et d'Irlande du Nord. Des réfugiés juifs rejoignent Makhar, des Allemands pour la plupart, mais également des Polonais, mais aussi des Lituaniens, des Russes, des Hongrois, des Néerlandais, des Tchèques et même des Américains. Environ 500 à 800 membres de ce kibboutz cultivent ainsi 75 hectares. La production agricole est vendue au marché de Brive. Mais la montée de l'antisémitisme en France et l'action xénophobe du sous-préfet Roger Dutruch obligent la fermeture du kibboutz Makhar. La plupart des résidents partent alors pour le kibboutz Ayelet-Hashahar en Galilée.
De 1960 à 1963, un kibboutz chrétien, plus précisément janséniste, s'inspirant du modèle des kibboutz d'Israël, est créé par Vincent Thibout, membre de la Famille à Pardailhan. Cette expérience échoue car les membres de ce kibboutz français, composé de 80 Parisiens, ne sont pas habitués à la vie agricole et sont trop nombreux sur une terre trop peu fertile.
Vincent Thibout crée ensuite une nouvelle communauté chrétienne, toujours basée sur le modèle des kibboutz et autodéterminée comme telle, à Malrevers. Actuellement dirigée par Joseph Fert, elle vit de la production de vêtements de luxe,.